# Monopis sybarita
Monopis sybarita är en fjärilsart som beskrevs av Edward Meyrick 1910. Monopis sybarita ingår i släktet Monopis och familjen äkta malar. Inga underarter finns listade i Catalogue of Life.